# Lac de la Haute-Sûre
Lac de la Haute-Sûre (lussemburghese: Stauséigemeng o Lac de la Haute-Sûre) è un comune del Lussemburgo nord-occidentale. Si trova nel cantone di Wiltz, nel distretto di Diekirch. Il nome del comune deriva dal bacino idroelettrico sul fiume Sûre che si trova nel suo territorio. Il capoluogo è Bavigne.
Il comune è stato istituito il 1º gennaio 1979 con l'accorpamento di Harlange e Mecher. La legge istitutiva fu approvata il 23 dicembre 1978.
Le località che fanno capo al comune sono Bavigne, Harlange, Mecher, Kaundorf, Nothum e Tarchamps.